# The Music
The Music es una banda inglesa de rock alternativo, originalmente formada en Kippax Leeds, Inglaterra, la banda adquirió el reconocimiento musical con el lanzamiento de su álbum debut, (The Music), en 2002, la banda lanzó dos álbumes de estudio más, (Welcome To The North), en 2004 y (Strength In Numbers), en 2008, antes de su separación en 2011. Cuando estaban en la grabación de su cuarto álbum, decidieron repentinamente, despedirse de los escenarios definitivamente en agosto de 2011 por motivos desconocidos (puede que la disquera les prohibió hacer ciertos desempeños musicales).
Han realizado una compilación en 2011 con su DVD ilustre en vivo (The Last Dance), haciendo honor a uno de sus primeros temas en su carrera musical The Dance, anteriormente llamado, Where The Angels Play?.
Página de información en inglés (Para traducir): https://web.archive.org/web/20140118181108/http://steverudd.co.uk/robert-harvey-interview/

## Biografía
Los integrantes de The Music se conocieron en Brigshaw High School y comenzaron a tocar en 1999 a la edad de 16/17 años. Tuvieron ciertos percances con respecto a su estilo de música frente al público de su país, el cual les costó muchísimo demostrar lo que se tenían reservado musicalmente, fueron dándose a conocer de boca en boca y a través de conciertos emergentes. Además, creaban canciones instrumentales (la mayoría de esas canciones) para un director de películas de origen francés. Luego, en el 2001 la canción Take the Long Road and Walk It comenzó a circular como demo, antes de ser lanzada por Fierce Panda. Por estos tiempos el NME y Steve Lamacq la describían como la mejor banda sin firmar en Gran Bretaña. La banda firmó rápidamente con Hut, y allí lanzaron su primer EP: Might as Well Try to Fuck Me.
En 2002, siguiendo otro EP: The People, editaron su álbum debut, llamado simplemente The Music. Éste alcanzó a ser N.º 4 en el Reino Unido. Su sencillo se reeditó para promover el álbum, pero solo pudo ser N.º 14 en las posiciones. Dos singles adicionales del álbum, Getaway y The Truth is No Words  alcanzaron #26 y #18.
En otoño 2004, pusieron a la venta su segundo álbum (Welcome To The North) que fue a ser N.º 8 esta vez, junto con Freedom Fighters (N.º 15), antes de viajar con la banda Incubus. En enero de 2005, su segundo sencillo Breakin' alcanzó a ser N.º 20 en las listas.
16 de junio de 2008 Sacan su nuevo material titulado Strength In Numbers, del cual promocionan el sencillo de mismo nombre.
La banda inglesa que en su momento fue llamada a ser la próxima sensación, se separa después de 10 años.
En el sitio oficial de la banda se puede leer “Tras diez años, tres discos y algunas presentaciones inolvidables, The Music ha anunciado una serie de shows finales en Inglaterra antes de tomar caminos separados al final de este verano”.
El vocalista Rob Harvey declaraba recientemente "renuncio porque ya no lo estaba disfrutando. Necesitaba un nuevo reto". Para rematar, dijo también "no estoy seguro si quiero seguir en la música".
Reveló también que Adam Nutter (guitarras) y Phil Jordan (batería) estaban trabajando en nuevos proyectos.
The Music colgó en su página oficial su última canción "Ghost Hands", a partir del 21 de abril. Sobre el track, Rob Harvey dijo "amamos la canción y pensamos que sería una pena dejar que se empolvara para siempre. Es bueno irse con algo positivo y nuevo y pensamos que merece ver la luz del día".

## Discografía

### Álbumes/recopilaciones
| Año                                              | Detalles                                                                                        | Peak chart positions | Peak chart positions | Peak chart positions | Peak chart positions | Peak chart positions | Peak chart positions | Peak chart positions | Reconocimientos (ventas) |
| Año                                              | Detalles                                                                                        | UK                   | AUS                  | FRA                  | IRE                  | ITA                  | JPN                  | US                   | Reconocimientos (ventas) |
| ------------------------------------------------ | ----------------------------------------------------------------------------------------------- | -------------------- | -------------------- | -------------------- | -------------------- | -------------------- | -------------------- | -------------------- | ------------------------ |
| 2002                                             | The Music - Lanzamiento: 2 de septiembre de 2002 - Compañía discográfica: Hut/Capitol           | 4                    | 25                   | 36                   | 39                   | 16                   | 20                   | 128                  | - UK: Gold - AUS: Gold   |
| 2004                                             | Welcome to the North - Lanzamiento: 20 de septiembre de 2004 - Compañía discográfica: Virgin    | 8                    | 23                   | 78                   | 68                   | —                    | 10                   | —                    | - UK: Gold               |
| 2008                                             | Strength in Numbers - Lanzamiento: 16 de junio de 2008 - Compañía discográfica: Polydor         | 19                   | 30                   | —                    | —                    | —                    | 19                   | —                    |                          |
| 2011                                             | Singles and EPs: 2001 - 2005 - Lanzamiento: 31 de enero de 2011 - Compañía discográfica: Virgin | —                    | —                    | —                    | —                    | —                    | —                    | —                    |                          |
| "-" no llegó a ocupar ningún puesto en el chart. |                                                                                                 |                      |                      |                      |                      |                      |                      |                      |                          |

### Sencillos y EP
| Año                                              | Título                                       | Peak chart positions | Peak chart positions | Peak chart positions | Peak chart positions | Álbum                |
| Año                                              | Título                                       | UK                   | AUS                  | NLD                  | US Mod               | Álbum                |
| ------------------------------------------------ | -------------------------------------------- | -------------------- | -------------------- | -------------------- | -------------------- | -------------------- |
| 2001                                             | "Take the Long Road and Walk It"             | 92                   | —                    | —                    | —                    |                      |
| 2001                                             | "You Might as Well Try to Fuck Me" (EP)      | —                    | —                    | —                    | —                    |                      |
| 2002                                             | "The People"                                 | —1                   | 772                  | —                    | —                    | The Music            |
| 2002                                             | "Take the Long Road and Walk It" (reedición) | 14                   | —                    | —                    | —                    | The Music            |
| 2002                                             | "Getaway"                                    | 26                   | —                    | —                    | —                    | The Music            |
| 2003                                             | "The Truth is No Words"                      | 18                   | 772                  | —                    | —                    | The Music            |
| 2004                                             | "Welcome to the North"                       | — 3                  |                      |                      |                      | Welcome to the North |
| 2004                                             | "Freedom Fighters"                           | 15                   | —                    | 100                  | —                    | Welcome to the North |
| 2005                                             | "Breakin'"                                   | 20                   | 63                   | —                    | 20                   | Welcome to the North |
| 2008                                             | "Strength in Numbers"                        | 38                   | —                    | —                    | —                    | Strength in Numbers  |
| 2008                                             | "The Spike"                                  | 114                  | —                    | —                    | —                    | Strength in Numbers  |
| 2008                                             | "Drugs"                                      | —                    | —                    | —                    | —                    | Strength in Numbers  |
| "—" no llegó a ocupar ningún puesto en el chart. |                                              |                      |                      |                      |                      |                      |